# Ťia-ting
Městský obvod Ťia-ting (čínsky v českém přepisu Ťia-ting čchü, pchin-jinem Jiādìng Qū, znaky 嘉定区) je městský obvod v Šanghaji v Čínské lidové republice. Má rozlohu přibližně 464 čtverečních kilometrů a k roku 2007 v něm žilo přibližně 538 tisíc obyvatel.
Na západě a severu hraničí Ťia-ting s provincií Ťiang-su, zbylé hranice jsou v rámci Šanghaje: na východě s Pao-šanem, na jihovýchodě s Pchu-tchuem a Čchang-ningem a na jihu s Min-changem a Čching-pchu.
Na území obvodu leží mimo jiné Šanghajský mezinárodní okruh, na kterém se jezdí Velká cena Číny.

### Externí odkazy

Ťia-ting na mapě Šanghaje